# 志留紀
| 志留紀 443.8–419.2百万年前 PreЄ Є O S D C P T J K Pg N 志留纪：4.4亿年前的地球 |                                 |
| 全時期平均大氣O 2含量                                                          | 约14 Vol % （为現代的70% ）     |
| 全時期平均大氣CO 2含量                                                         | 约4500 ppm （为前工業時期16倍） |
| 全時期平均地表溫度                                                             | 约17℃ （高於現代3℃）            |
| 海平面（高於現代）                                                             | 大约180米，有短期的下降         |

志留紀（Silurian，符號S）是地球地质历史上显生宙古生代的第三个纪，约开始于4.44亿年前，上承奥陶纪；结束于4.19亿年前，下启泥盆纪。志留纪时期的笔石化石甚多，因此又常被称为“笔石时代”。
志留紀开始于奧陶紀－志留紀滅絕事件的结束——此事件是地球历史上第二大灭绝事件，造成了85%的物种灭绝，使得当时占据上层生态位的角石遭受重创，板足鲎（海蝎）成为主要的浅海顶级掠食者。志留纪在生命史上重要演化里程碑是维管植物和有颌鱼类的出现，两者日后分别开启了对陆地生物圈影响重大的志留纪—泥盆纪陆地革命和对海洋生物圈影响深远的泥盆纪游泳革命。维管植物的扩散以及节肢动物的登陆形成了大范围的以沿湖和沿河湿地为形式、消费者成分较为低层的陆地生物群，对地球生物圈的发展具有重大影响。

## 词源

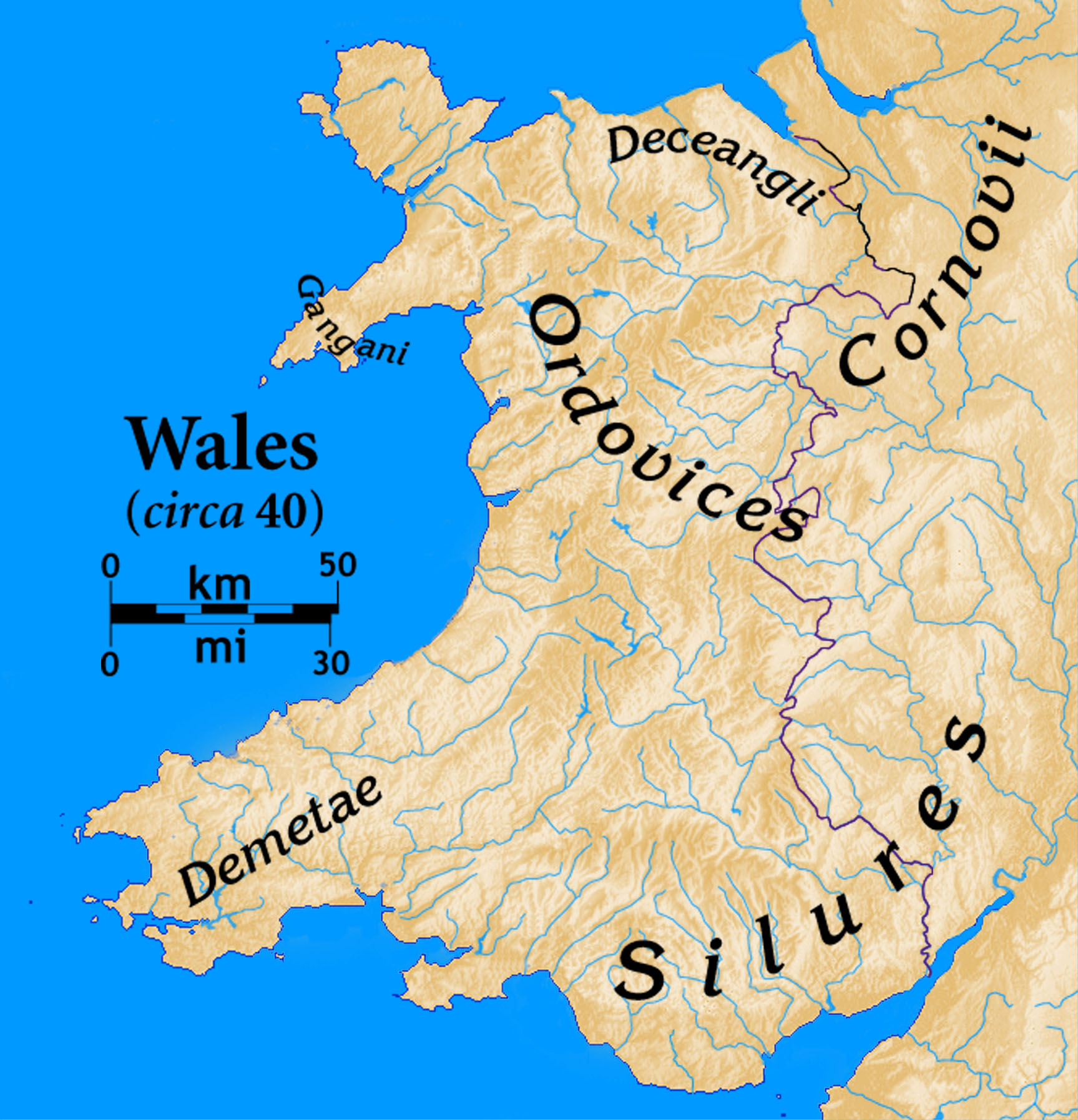
威尔士部落地图（前罗马时期）

志留纪的名称源于曾广泛居住在威尔士南部地区的一个古老的凯尔特部族——西留尔人，原因是最早被研究的志留纪岩层采自这个部族在历史上所定居的传统区域。
中文名则是参考了近代日本学界使用汉字音读的音译名“志留利亜紀”（音读：シルリアき，罗马字：shiruriaki）。

## 研究历史
英国地质学家莫企逊根据1831年威尔士南部的早期古生代研究结果，于1835年定义了志留系，以威尔士前罗马时期的凯尔特人部落西留尔人来命名该地层，效仿了他的朋友亚当·塞奇威克——塞奇威克之前曾以威尔士的古代地名“坎布里亚”（Cambria，源自威尔士语的拉丁化拼写）来命名寒武纪（中文译名来自于日语汉字的音读音译“寒武利亜”——罗马字：kanburia），该名称并未表明志留纪岩石的外观与志留人居住的土地之间有任何关联。1835年，莫企逊和亚当提交了一份联合论文，题为“志留系和寒武系的地层体系”，展示了沉积层在英格兰和威尔士的年代顺序。这是现代地质年代测量的萌芽。
1839年，莫企逊的作品《志留纪体系》（英文：The Silurian System）出版后，这个地质时期的定义开始被学界接受。
然而莫企逊的志留系定义与亚当的寒武系定义地质年代重叠，引发了激烈的分歧，此莫企逊和亚当绝交。1879年，查爾斯·拉普沃思把莫企逊广义的志留系下层命名为奥陶系。Silurian的早期替代名称是“Gotlandian”，以哥得兰岛的地层命名。
法国地质学家约阿希姆·巴兰德在基于莫企逊的志留系定义上较广泛意义上使用了志留纪一词，这一点比后来的现代知识更合理。他把波西米亚的志留纪地层分为八个阶层。1854年，爱德华·福布斯对它的解释提出了质疑，巴兰德志留纪地层的后期，“F”、“G”和“H”被证明是泥盆纪的。尽管对地层的原始分组进行了这些修改，但公认的是，巴兰德将波西米亚地层确立为研究化石的经典地层。

## 地层
志留纪地层在世界分布较广，浅海沉积在亚洲、欧洲、美洲的大部分地区，及澳大利亚的部分地区。非洲、南极洲大部分为陆地。
志留纪的分层系统，笔石为首选门类，兰多维利、文洛克、罗德洛3个统均在英国确立。此外，在挪威南部、加拿大东部的安蒂科斯蒂岛、瑞典的哥得蘭島、乌克兰的波多利亚地区、捷克和斯洛伐克的布拉格地区，都有发育良好的志留纪地层、生物群。
志留系的顶界，已选定均一单笔石（Monoraptusuniformis）生物带的底为界，选择捷克、斯洛伐克的巴兰德地区克伦克剖面作为其界线层型剖面。志留系的底界，用笔石（Parakidoraptus acuminatus）带的底界为界，界线层型选在苏格兰莫发地区的道勃斯林（Dobs Linn）剖面。由于该剖面地质构造复杂，岩相单一，化石单调，沉积环境不适宜于底栖生物，所以这个方案尚待继续检验。
志留系的分层，包括4个统：
- 兰多维列统：标准地区在英国威尔士南部达费德的兰多维利镇周围。分3个阶：鲁丹阶、埃隆阶、特列奇阶。
- 文洛克统：标准地区在英格兰什罗普郡的文洛克地区。分2个阶：申伍德阶、侯默阶。
- 罗德洛统：标准地区在英格兰什罗普郡的罗德洛地区。分2个阶，戈斯特阶、卢德福德阶。
- 普里道利統：标准地区在捷克、斯洛伐克的巴兰德地区。

## 生物
志留纪生物群继承了奥陶纪末期的生物群，许多种类在经历奥陶纪末期灭绝事件后，进入一个新的复苏阶段。

### 海洋
笔石是海洋表面上最引人注目的生物，笔石以单笔石类为主，如单笔石、弓笔石、锯笔石、耙笔石等。笔石分布广，演化快，在地层对比中具有独特的价值。
在浅海底栖生物中，腕足动物的数量最多。壳长可超过80厘米，始于晚奥陶世的无洞贝目、五房贝目是最繁盛的一类。无洞贝目、无窗贝目、石燕贝目自奥陶纪之后稳定发展，后来成为腕足动物的主要族群。而在奥陶纪鼎盛的正形贝目、扭月贝目，到志留纪明显衰落。
珊瑚和层孔虫也较繁盛，常形成生物礁、生物丘、生物层。四射珊瑚、床板珊瑚、日射珊瑚常发现于兰多维列世晚期以来的海中，数量种类繁多，这几类珊瑚、层孔虫至泥盆纪到达鼎盛。
与奥陶纪相比，角石类明显减少，许多种类已宣告灭绝；中国扬子区盛产以四川角石属（Sichunocers）为主的鹦鹉螺。海百合纲是当时最为繁盛的一类棘皮动物，在中国兰多维列世中常见的花瓣海百合属（Petlocrinus），其个体形状与现代的海百合差别很大。
在志留纪，甲胄鱼类开始兴盛；同时三叶虫明显衰落，只在局部可见，如中国扬子区的王冠虫属（Coronocephlus）；板足鲎是志留纪无脊椎动物中的上层掠食者一类代表，能游泳，栖息于海洋，半咸水甚至淡水中。
牙形石演化快、分布广，继笔石之后，对比志留纪地层的又一重要的化石。
志留纪保存了可靠的最早有颌鱼类化石，但数量少；志留纪有颌鱼类化石在中国相对较多，最早见于兰多维列世（志留纪早期）的晚期地层。“贵州石阡化石库”时代为兰多维列世埃隆期最晚期，约4.39亿年前，含有数量多、保存好的有颌类微体化石。其中，双列黔齿鱼（Qianodus duplicis）的齿旋代表最古老的有颌类牙齿，将牙齿最早化石证据前推了1400万年。而新塑梵净山鱼（Fanjingshania renovata）棘刺的发现显示，早在志留纪早期，原始软骨鱼类已经演化出典型的栅棘鱼形态，同时具有硬骨鱼类的组织学特征。上述进展也让奥陶纪、志留纪鱼类鳞片和棘刺化石分类位置的长期争论尘埃落定。“重庆特异埋藏化石库”时代为兰多维列世特列奇期，约4.36亿年前，是目前世界上唯一保存志留纪早期完整有颌类化石的特异埋藏化石库，堪称“鱼类的黎明”。重庆特异埋藏化石库中发现的古鱼化石不仅数量众多、种类齐全，而且保存十分完整、精美，我们得以一窥志留纪初期脊椎动物特别是有颌类的全貌。其中，无颌的盔甲鱼类灵动土家鱼（Tujiaaspis vividus）为脊椎动物成对附肢起源提供关键化石证据；有颌的蠕纹沈氏棘鱼（Shenacanthus vermiformis）是迄今所知最早的保存完好的软骨鱼，确证了鲨鱼是从“披盔戴甲”的祖先演化而来。而另一种有颌鱼类奇迹秀山鱼（Xiushanosteus mirabilis）则糅合了多个盾皮鱼大类的特征，为探究有颌类生命之树根部主要类群的起源，和脊椎动物头骨演化提供了珍贵资料。

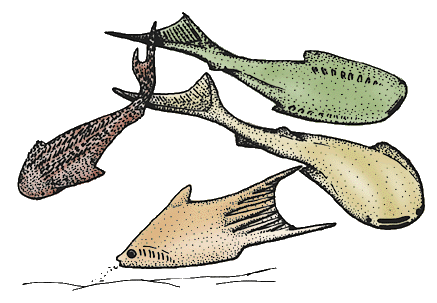
志留纪时期的甲胄鱼类
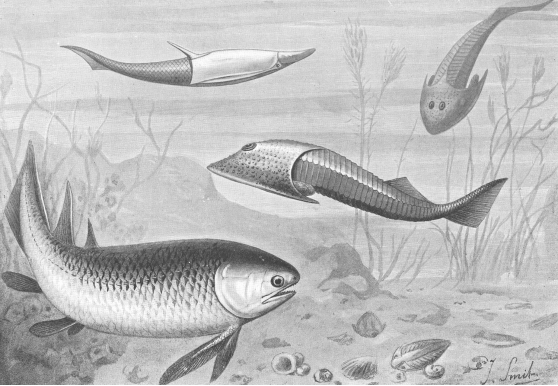
于20世纪早期创作的志留纪鱼类复原图
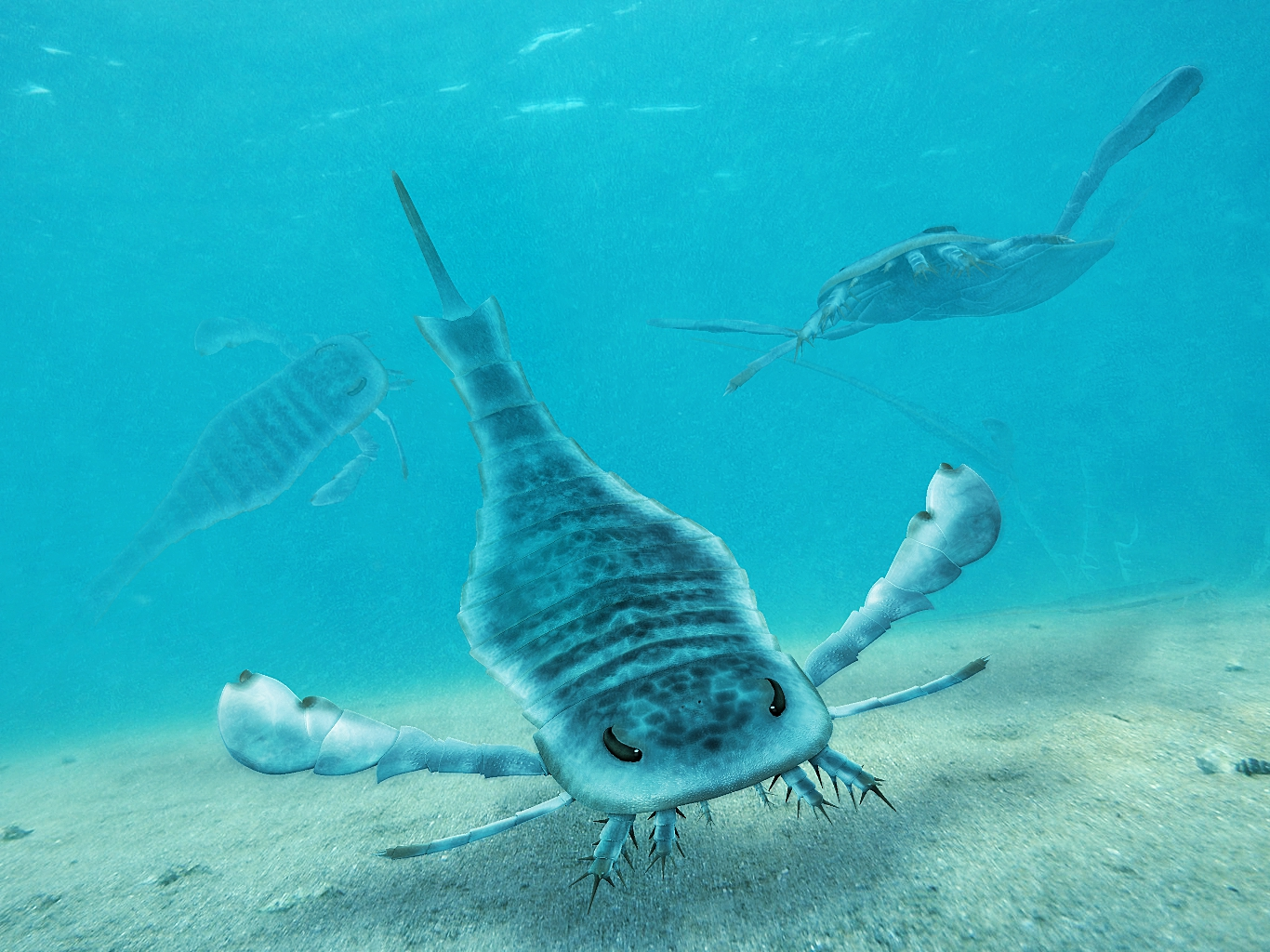
廣翅鱟屬（Eurypterus），志留纪晚期的上层掠食者
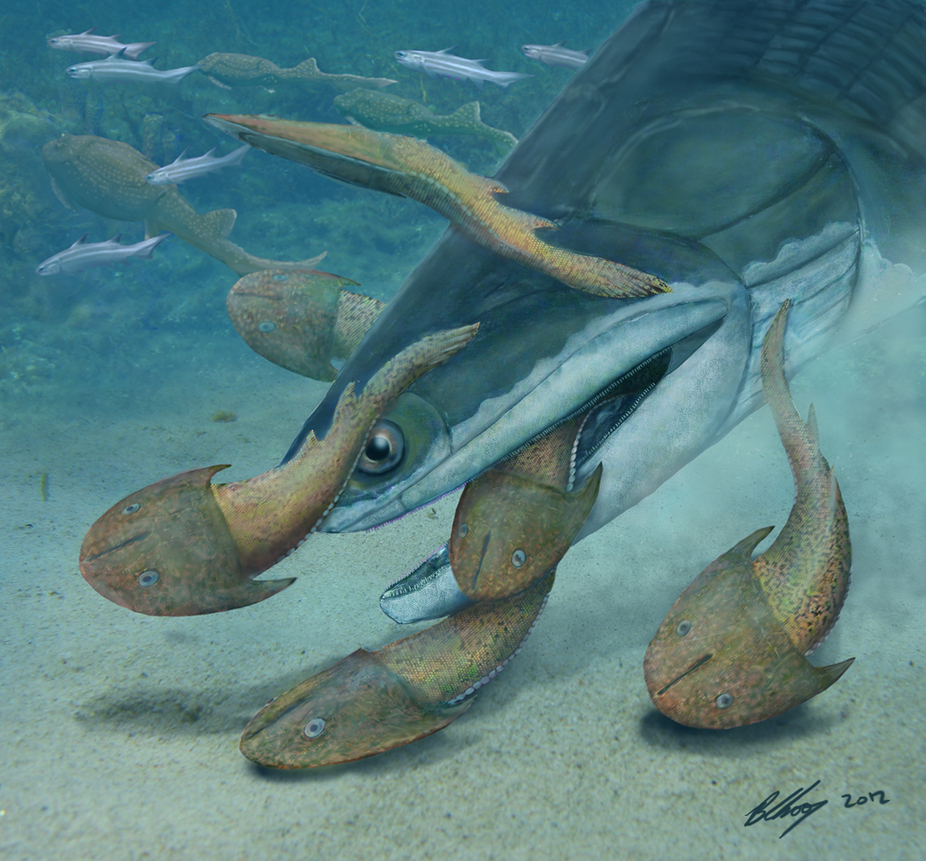
一只宏颌鱼（Megamastax）正在捕食一群盾鱼
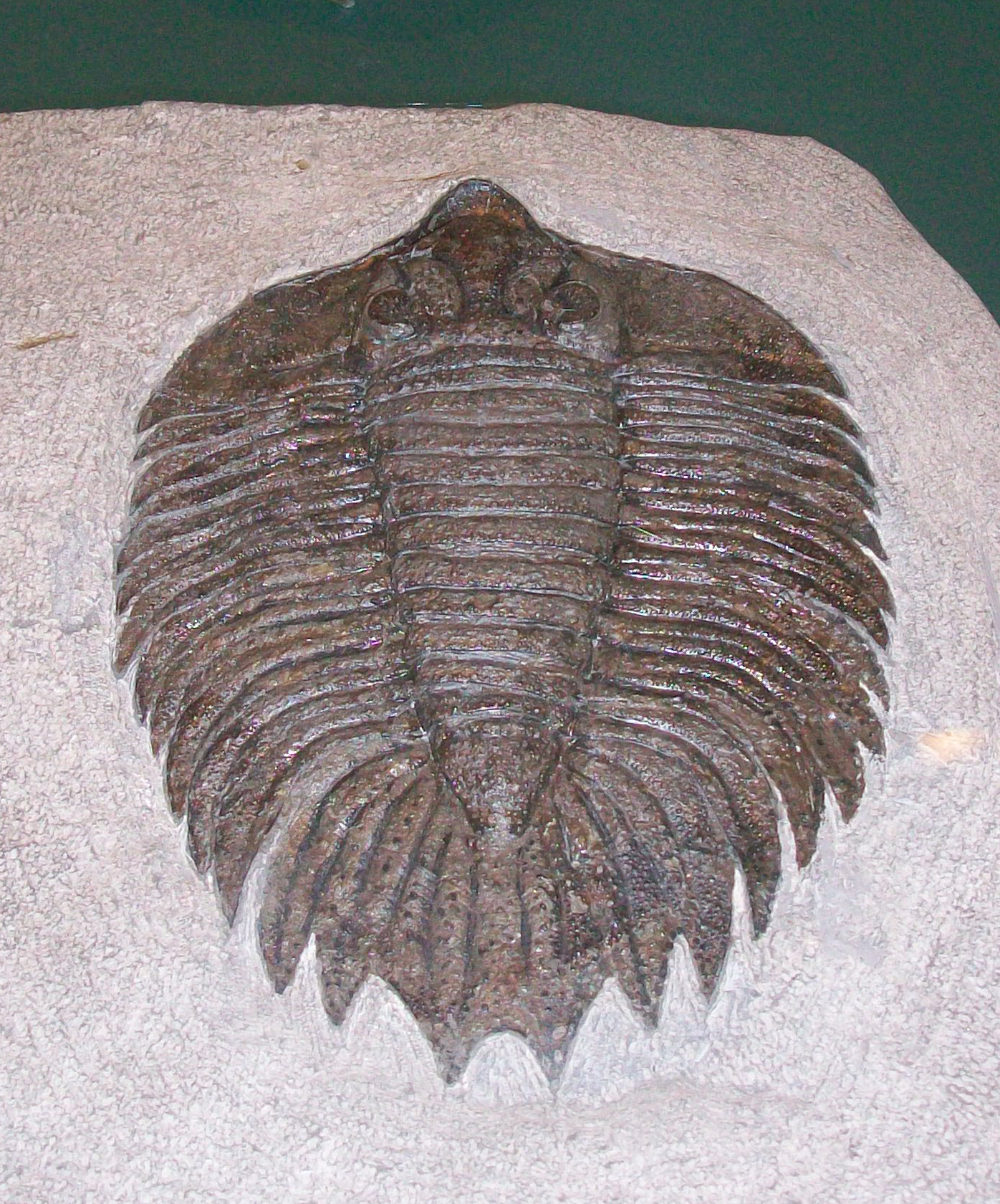
Arctinurus 是生存于志留纪中晚期的一属大型三叶虫，最大可到30厘米

### 陆地

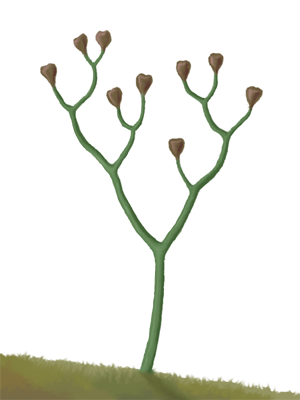
顶囊蕨（Cooksonia）, 最早的维管植物

志留纪是最早具有大范围陆地生物群的时期，其形式是沿着湖泊和河流的绿地。然而直到泥盆纪多样化事件之后，陆地生物才对地球具有重大影响。
维管植物的第一批化石记录出现在志留纪中期；同时第一批陆生动物出现，尤其是节肢动物，占据了志留纪陆生动物的重要成分。

## 地史

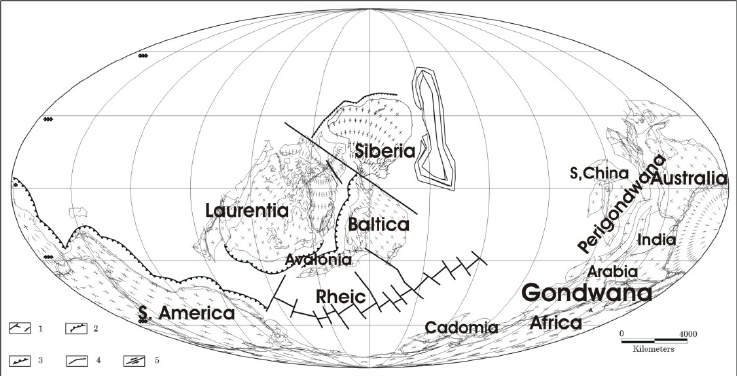
志留纪初期的全球地图

志留纪地貌具有高海平面、相对平坦的土地、多岛链等特征。
冈瓦纳大陆继续缓慢地向南漂移至高纬度地区。阿瓦隆尼亚大陆、劳伦大陆和波罗的大陆一起漂移到赤道附近，并经过加里东造山运动形成欧美大陆。
泛大洋覆盖了北半球的大部分地区。其他海洋包括：特提斯洋（分为原特提斯洋和古特提斯洋两个阶段）、瑞亚克洋、巨神海和在这期间新形成的乌拉尔洋。

### 气候
志留纪早期，南极冰盖快速消融，导致大气环流减弱，纬向气候分带不明显，深海部分相对较暖，含氧量较低，易成滞流。除高纬度的冈瓦纳大陆外，大都处于相对干热、温暖的气候下。
- 在兰多维列世初期，海平面快速上升，带来普遍的缺氧环境，广布的黑色笔石页岩；
- 碳酸盐岩和生物礁的广泛分布，在北美、北欧尤为明显，显示了较温暖的古气候特点；
- 志留纪的红层普遍发育，在哈萨克地块、中国华南地块、西伯利亚大陆、波罗的大陆等板块中均有发现；
- 志留纪的蒸发岩发育在西伯利亚、澳大利亚等，反映了干旱、炎热的古气候面貌。

### 文献
- （英文）. The Geologic History of Earth. N. Y.: The Rosen Publishing Group. Ed. by J. P. Rafferty. 2010. ISBN 978-1-61530-111-9 （俄语）.
- （俄文）Евсеева Н. С., Лефлат О. Н., Жилина Т. Н. . Томск: Издательский дом Томского гос. ун-та. 2016. ISBN 978-5-94621-550-3 （俄语）.
- （英文）Cesare Emiliani.(1992).Planet Earth : Cosmology, Geology,& the Evolution of Life & the Environment. Cambridge University Press.(Paperback Edition ISBN 0-521-40949-7)
- （英文）Mikulic, DG, DEG Briggs, and J Kluessendorf. 1985. A new exceptionally preserved biota from the Lower Silurian of Wisconsin, USA. Philosophical Transactions of the Royal Society of London, 311B:75-86.
- （英文）Moore, RA, DEG Briggs, SJ Braddy, LI Anderson, DG Mikulic, and J Kluessendorf. 2005. A new synziphosurine (Chelicerata: Xiphosura) from the Late Llandovery (Silurian) Waukesha Lagerstatte, Wisconsin, USA. Journal of Paleontology:79(2), pp. 242-250.
- （英文）Ogg, Jim; June, 2004, Overview of Global Boundary Stratotype Sections and Points (GSSP's) http://www.stratigraphy.org/gssp.htm （页面存档备份，存于） Accessed April 30, 2006.

## 外部連結
英语
- Palaeos:
- UCMP Berkeley: （页面存档备份，存于）
- Paleoportal: Silurian strata in U.S., state by state （页面存档备份，存于）
- USGS:Silurian and Devonian Rocks (U.S.)
- . Geologic Time Scale 2004.   [2005-09-19]. （原始内容存档于2005-09-20）.
- Examples of Silurian Fossils （页面存档备份，存于）
- GeoWhen Database for the Silurian （页面存档备份，存于）
- Silurian (Chronostratography scale) （页面存档备份，存于）

俄语
- Ордовикский и силурийский периоды （页面存档备份，存于）
- Силур. Палеозойская эра （页面存档备份，存于）
- Силур
- К. Ю. Еськов. История Земли и жизни. Ранний палеозой